# HD 216149
HD 216149，又名CD-3914848，SAO 214134、HR 8685，是一颗恒星，视星等为5.42，位于銀經359.57，銀緯-62.25，其B1900.0坐标为赤經22h 45m 20.7s，赤緯-39° -62.25′ 11″。